# Coleophora haloxyli
Coleophora haloxyli là một loài bướm đêm thuộc họ Coleophoridae. Nó được tìm thấy ở Turkestan và Uzbekistan.
Ấu trùng ăn Haloxylon persicum.